# Ligne Kintetsu Domyoji
La ligne Kintetsu Domyoji (近鉄道明寺線, Kintetsu Dōmyōji-sen) est une courte ligne ferroviaire du réseau Kintetsu située dans la préfecture d'Osaka au Japon. Elle relie la gare de Dōmyōji à Fujiidera à la gare de Kashiwara à Kashiwara.

## Histoire
La ligne a été ouverte le 24 mars 1898 par le chemin de fer de Kayō (河陽鉄道, Kayō Tetsudō).

## Caractéristiques

### Ligne
- Écartement : 1 067 mm
- Alimentation : 1 500 V par caténaire

### Services
La ligne est parcourue par des rames de 2 voitures, qui font la navette entre ses deux terminus.

### Liste des gares
La ligne comporte 3 gares, numérotées de N15 à N17.
| Numéro | Gare                       | Nom japonais | Distance depuis Domyoji (km) | Correspondances                                   | Localisation | Localisation |
| ------ | -------------------------- | ------------ | ---------------------------- | ------------------------------------------------- | ------------ | ------------ |
| N15    | Dōmyōji                    | 道明寺       | 0                            | Kintetsu : Minami Osaka                           | Fujiidera    |              |
| N16    | Kashiwara-minamiguchi (ja) | 柏原南口     | 1,6                          | Kintetsu : Osaka (à Andō )                        | Fujiidera    |              |
| N17    | Kashiwara                  | 柏原         | 2,2                          | JR West : Yamatoji Kintetsu : Osaka (à Katashimo) | Kashiwara    |              |